# Facel Vega Excellence
La Excellence è un'autovettura di lusso prodotta dal 1958 al 1964 dalla casa automobilistica francese Facel Vega.

## Storia e profilo
La Excellence fu senza dubbio il modello più esagerato e lussuoso della produzione Facel Vega. A differenza di tutti gli altri modelli della Casa francese, la Excellence era l'unica con carrozzeria berlina.
Il primo prototipo fu presentato già nell'ottobre 1956 al Salone di Parigi ma la commercializzazione ufficiale fu avviata però solo nel maggio 1958.

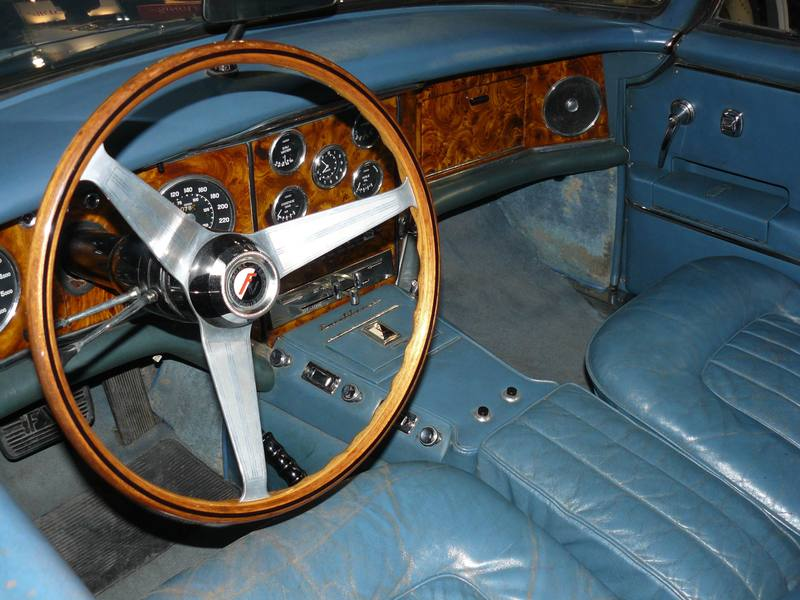
Gli interni

La Excellence utilizzava la stessa meccanica delle contemporanee FV3B, FV4 e HK 500 e ne riprendeva anche lo stesso telaio, seppur notevolmente allungato nel passo (41 cm di differenza rispetto alla HK 500).
Come le altre Facel Vega da cui derivava, la Excellence mantenne i principali tratti stilistici, compresi il parabrezza "a zampa di cane" tipico degli Stati Uniti e il frontale a doppi fari sovrapposti e inclinato in avanti.
La lunga coda era sovrastata da pinne più pronunciate rispetto alle coupé della gamma. Ciò rendeva la linea della Excellence molto più seriosa ed elegante, con pochissime concessioni alla sportività, salvo forse la ridotta altezza del corpo vettura.

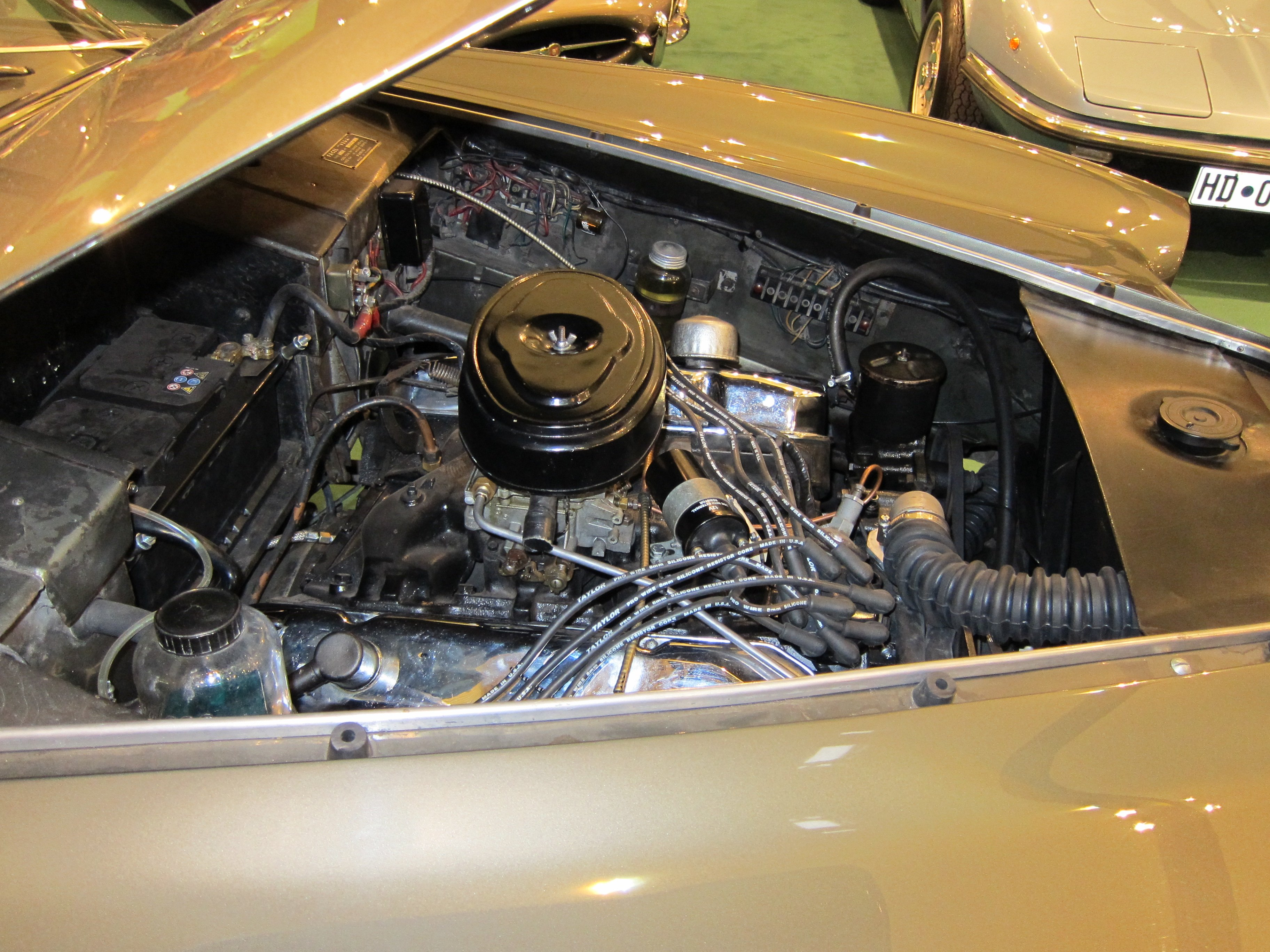
Il motore

Ma è la fiancata la parte più originale, e in particolare le portiere, con apertura ad armadio: le anteriori erano incernierate davanti e le posteriori erano incernierate dietro.
Al suo debutto, la Excellence montava un V8 Chrysler da 6430 cm³, in grado di erogare una potenza di 330 CV a 5200 giri/min. Il cambio poteva essere manuale a 4 rapporti o automatico a 2.
Queste erano le specifiche della prima serie della Excellence, denominata EX, la quale era accreditata di una velocità massima di 178 km/h.
Ma già nel settembre del 1958, la Excellence passò alla seconda serie, denominata EX1, la quale era equipaggiata da un V8 Chrysler da 5907 cm³, quindi più piccolo di cilindrata, ma in grado di erogare una potenza massima superiore, pari a 360 CV. La velocità massima era di circa 190 km/h.

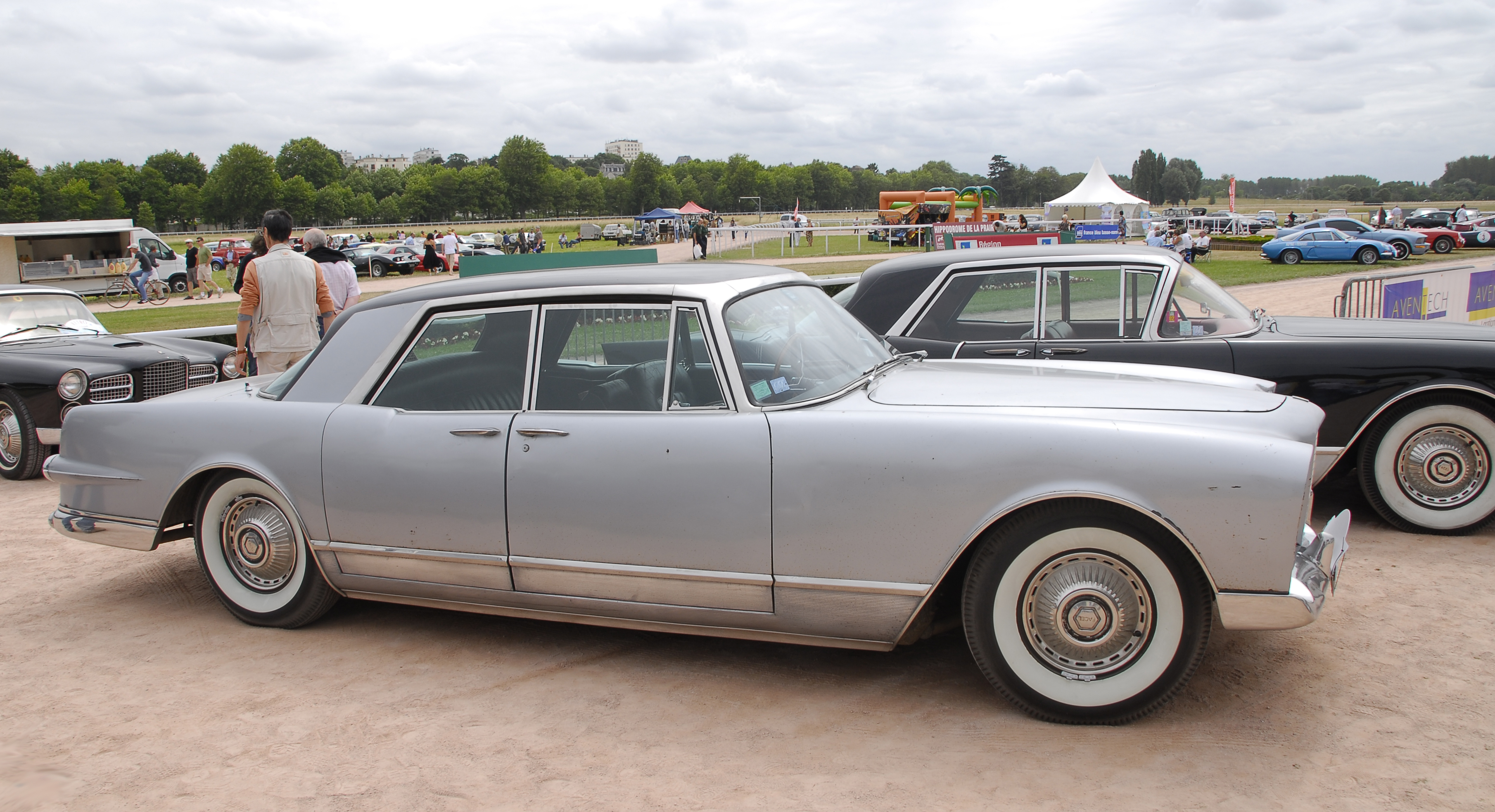
Facel Vega Excellence EX2

In questa configurazione, la Excellence fu prodotta fino al mese di luglio del 1961, data in cui fu introdotta la EX2, ossia la terza serie, che si distingueva dalla precedente per la presenza di un nuovo motore, ossia lo stesso V8 da 6286 cm³ che equipaggiava le ultime HK 500. La potenza massima crebbe a 390 CV e la velocità massima raggiungibile era di 203 km/h. Un'altra importante novità meccanica fu l'adozione dei freni a disco, molto più efficaci e in linea con il tipo di vettura.
Fu l'ultima serie della Excellence, che fu prodotta in appena 152 esemplari fino al maggio del 1964, pochi mesi prima della cessazione dell'attività della casa francese.